# Melinda Patyi
Melinda Patyi är en ungersk kanotist.
Hon tog bland annat VM-guld i K-2 200 meter i samband med Sprintvärldsmästerskapen i kanotsport 2003 i Gainesville, Georgia.